# غويلرمو باريتو
غويلرمو باريتو هو عازف جاز كوبي، ولد في 11 أغسطس 1929 في هافانا في كوبا، وتوفي بنفس المكان في 14 ديسمبر 1991.